# Sindrome di Abdallat-Davis-Farrage
La sindrome di Abdallat–Davis-Farrage è una malattia genetica molto rara che è stata identificata e descritta per la prima volta nel 1980. È caratterizzata da irregolarità della pigmentazione della pelle e anomalie funzionali del sistema nervoso.

## Epidemiologia e storia
La condizione prende il nome dal team di medici che l'ha identificata per la prima volta, descrivendo il fenotipo della sindrome in una famiglia giordana. Tratti tipici della sindrome emersero in un fratello e una sorella che erano figli di cugini sposati tra di loro; ciò suggeriva un'eziologia genetica della malattia, la quale venne dimostrata successivamente.

## Eziologia
La condizione è trasmessa con carattere recessivo, il che significa che è necessario ereditare i geni per la sindrome di Abdallat-Davis-Farrage da entrambi i genitori per manifestare i segni clinici della sindrome. Trattandosi di una malattia trasmessa per via autosomica, la sua incidenza è identica tra maschi e femmine. I bambini che ereditano un solo allele mutato sono portatori e di solito non mostrano segni o sintomi. Se entrambi gli alleli ereditati risentono della mutazione patogenica, i segni della sindrome compaiono in genere nel primo anno di vita.

## Clinica

### Segni e sintomi
Il quadro clinico della sindrome è molto complesso, ma essa è classificata essenzialmente come una forma di facomatosi, ossia una patologia multisistemica con effetti soprattutto a carico del sistema nervoso centrale. Ha, tra le sue connotazioni più evidenti, anomalie nella colorazione della pelle. I problemi cutanei associati alla sindrome includono:
- Albinismo (mancanza di melanina che implica mancata pigmentazione della cute, dei capelli e degli occhi)
- Quando non presente un albinismo vero e proprio: pigmentazione irregolare della pelle, con chiazze più scure e/o più chiare rispetto al resto della cute
- Anomalo sviluppo e distribuzione delle lentiggini
- Alterazione del colore dei capelli

Le alterazioni più invalidanti, però, riguardano il sistema nervoso centrale: nei pazienti con sindrome di Abdallat-Davis-Farrage è presente una grave ipotonia degli arti, che può esitare in un quadro clinico di vera e propria paraparesi spastica; la nocicezione è spesso compromessa più o meno gravemente. La maggior parte dei soggetti affetti dalla sindrome soffre di neuropatia periferica che tende ad aggravarsi in modo lento e progressivo.

## Trattamento
Non esistono attualmente terapie efficaci per la sindrome di Abdallat-Davis-Farrage. L'assistenza ai pazienti è prevalentemente sintomatica, volta a preservare il più a lungo possibile un'accettabile qualità della vita.